# Narablon
Der Narablon ist ein Fluss in Frankreich, der in der Region Nouvelle-Aquitaine verläuft. Er entspringt beim Weiler Les Fraux im südöstlichen Gemeindegebiet von Azat-le-Ris, entwässert generell in nördlicher Richtung und mündet nach rund 22 Kilometern im Gemeindegebiet von La Trimouille als linker Nebenfluss in die Benaize. Auf seinem Weg durchquert der Narablon die Départements Haute-Vienne und Vienne.

## Orte am Fluss
(Reihenfolge in Fließrichtung)
- Les Fraux, Gemeinde Azat-le-Ris
- Lafont, Gemeinde Azat-le-Ris
- Moustiers, Gemeinde Verneuil-Moustiers
- Champeaudin, Gemeinde Brigueil-le-Chantre
- La Roche, Gemeinde Brigueil-le-Chantre
- Champ, Gemeinde La Trimouille
- Le Narablon, Gemeinde La Trimouille